# Nuestras esposas bajo el mar
Nuestras esposas bajo el mar (Our Wives Under the Sea, en su título original en inglés) es una novela de horror y ficción especulativa británica de Julia Armfield y publicada en 2022. Fue su novela debut.

## Sinopsis
Cuenta la historia de Miri y Leah, una pareja que vive en Inglaterra. Cuando Leah, investigadora de aguas profundas, regresa de una misión para una enigmática organización llamada The Centre, comienza a mostrar un comportamiento extraño y síntomas físicos inquietantes. Mientras Miri intenta comprender qué le ha sucedido a su esposa y buscar respuestas, la novela alterna entre su perspectiva y la de Leah durante la expedición submarina. A través de esta estructura dual, la historia explora temas como el duelo, el amor, la transformación corporal y lo desconocido del océano.

## Temática
La crítica Aida Edemariam señaló que la novela aborda una historia de "transformación y retorno", y la comparó con el mito de Orfeo. Por su parte, la revista Kirkus Reviews describió una de las preguntas centrales de la novela como "¿Qué sucede en un matrimonio cuando uno de los cónyuges ya no es la persona con la que te casaste?"
En una entrevista con Sam Manzella de Them, Armfield mencionó su interés por explorar la intersección entre la ficción queer de mujeres y las narrativas relacionadas con el mar, destacando que el océano suele representar tanto lo prohibido como aquello que puede adquirir múltiples significados. En otra entrevista con Sam Franzini para la revista Our Culture Mag, Armfield afirmó que uno de los temas del libro es la anticipación del duelo y la pérdida, y señaló que parte del elemento inquietante de la historia proviene de la imposibilidad de obtener respuestas claras debido a procesos burocráticos.

## Recepción
Nuestras esposas bajo el mar recibió críticas mayormente positivas. Kayla Kumari Upadhyaya, escribiendo para Autostraddle, la describió como una novela de tono elegíaco, con una prosa que combina elementos sombríos y poéticos. En The Big Issue, Alycia Pirmohamed destacó su carácter surrealista y la forma en que se sitúa dentro del género del horror inquietante y el suspenso, con un enfoque en lo corporal. Emily Watkins, en el diario i, señaló que la novela entrelaza una historia de amor con elementos de horror, y subrayó su atención tanto a lo cotidiano como a lo mítico en el desarrollo de la trama.

## Reconocimientos
Nuestras esposas bajo el mar fue galardonado con el Premio Polari al Libro del año 2023. Joelle Taylor, miembro del jurado, lo describió como un libro que "abre lo que creemos que es posible desde la escritura queer". Ese mismo año también fue nominado a los Premio Literario Lambda de Ficción Lésbica.